# Vellozia resinosa
Vellozia resinosa är en enhjärtbladig växtart som beskrevs av Carl Friedrich Philipp von Martius. Vellozia resinosa ingår i släktet Vellozia och familjen Velloziaceae. Inga underarter finns listade.